# Sedum calcaratum
Sedum calcaratum es una especie de plantas de la familia de las crasuláceas, comúnmente llamadas, siemprevivas, conchitas o flor de piedra (Crassulaceae), dentro del orden Saxifragales en lo que comúnmente llamamos plantas dicotiledóneas, aunque hoy en día se agrupan dentro de Magnoliopsida. El nombre del género significa “sedentario” o “estar sentado”, esto probablemente por sus hábitos de crecimiento; el nombre de la especie hace referencia a la característica de las hojas de tener una espuela o espolón.

## Clasificación y descripción
Planta de la familia Crassulaceae. Planta perenne muy ramificada, de 5-8 cm de alto, glabra; hojas lineares, cilíndrica, obtusas, base espolonada (calcarifome), dc 10-12 mm de largo; flores en un lado de las ramas, subsésiles, sépalos desiguales, de 2-3 mm de largo, pétalos rojos de 5 mm de largo, nectarios lineares, de 2/3 de la longitud de los filamentos.

## Distribución
Endémica de México, solo en el estado de Hidalgo, cerca de Dublán Huichapan. Localidad tipo: Hidalgo: El Salto.

## Hábitat
De acuerdo a ejemplares de herbario, se puede inferir que habita en bosques.

## Estado de conservación
No se encuentra catalogada bajo algún estatus o categoría de conservación, ya sea nacional o internacional.